# Florence Foster Jenkins
Pour l’article homonyme, voir Florence Foster Jenkins (film).
Florence Foster Jenkins, née le 19 juillet 1868 à Wilkes-Barre et morte le 26 novembre 1944 à New York, est une chanteuse soprano américaine.
Elle est notamment connue et ridiculisée, en tant que chanteuse lyrique, pour son manque total de rythme, de justesse et de timbre, sa prononciation aberrante et plus généralement son incapacité à chanter correctement. Son histoire a inspiré le film Marguerite de Xavier Giannoli en 2015 et également Florence Foster Jenkins par Stephen Frears en 2016. 

## Biographie

### Enfance et débuts
Narcissa Florence Foster naît en 1868 à Wilkes-Barre (Pennsylvanie). Enfant, elle suit des cours de musique, et exprime le désir de partir étudier la musique à l'étranger. Comme son riche père refuse de payer ses études, elle s'enfuit à Philadelphie avec Frank Thornton Jenkins, un médecin qui devient son mari et lui transmet la syphilis. Ils divorcent en 1902.
Elle vit dès lors en tant qu'enseignante et pianiste. À la mort de son père en 1909, elle hérite une fortune qui lui permet d'entamer la carrière de cantatrice que ses parents et son mari avaient découragée. Cette même année, elle entame une relation intime exclusive, bien que platonique, avec l'acteur St. Clair Bayfield (en), qui devient son impresario et ne la quittera plus jusqu'à sa mort. Elle s'implique dans la vie musicale de Philadelphie, en fondant et finançant le Club Verdi, prend des cours de chant et commence à donner des récitals en 1912.

### Carrière
La mort de sa mère en 1928, alors que Florence a 60 ans, lui fait gagner une liberté accrue et les ressources supplémentaires pour poursuivre sa carrière.
| Audio externe |                                                                                      |
|               | Der Hölle Rache, extrait de La Flûte enchantée de Mozart par Florence Foster Jenkins |

Lorsqu'on écoute ses enregistrements, il apparaît clairement qu'elle avait un très faible sens de la gamme et du rythme et était à peine capable de tenir une note. On peut entendre son accompagnateur, le pianiste Cosmé McMoon (en), tenter de compenser ses variations de tempo et ses erreurs rythmiques. Néanmoins, elle devient très rapidement populaire grâce à son talent « peu académique ». Son public l'adore, plus pour l'amusement qu'elle procure que pour sa compétence musicale. Les critiques la décrivent souvent en des termes équivoques, qui ont certainement aidé à attiser la curiosité du public.
En dépit de son manque évident de sens musical, Florence Foster Jenkins est entièrement persuadée de son talent extraordinaire. Elle n'hésite pas à se comparer aux sopranos connues, telles Frieda Hempel et Luisa Tetrazzini. Elle considère les éclats de rire qui ne manquaient pas de se produire durant ses récitals, comme provenant de rivales rongées de « jalousie professionnelle ». Consciente des critiques, elle rétorquait : « Les gens pourront toujours dire que je ne sais pas chanter, mais personne ne pourra jamais dire que je n'ai pas chanté. »
Les airs auxquels la « cantatrice » s'attaque lors de ses récitals sont un mélange de grands airs du répertoire d'opéra, de Wolfgang Amadeus Mozart, Giuseppe Verdi et Richard Strauss (tous largement au-delà de ses capacités), ainsi que des Lieder de Johannes Brahms et  des Clavelitos de Joaquín Valverde Sanjuán (un succès redemandé et bissé), et de chansons composées par elle-même et son accompagnateur, Cosmé McMoon. Florence Foster Jenkins porte souvent des tenues sophistiquées, dessinées par elle-même, apparaissant sur scène drapée de tulle et portant des ailes. Pour les Clavelitos, il lui arrivait de jeter des fleurs dans le public (voire le panier qui les contenait), secouant un éventail et exhibant encore plus de fleurs dans sa chevelure.
Lors d'un accident à bord d'un taxi en 1943, elle découvre qu'elle peut chanter un « fa encore plus haut qu'avant ». Au lieu de poursuivre la compagnie de taxis, elle envoie une boîte de bons cigares au conducteur.
Malgré les demandes de son public pour qu'elle se produise plus souvent, elle restreint ses rares apparitions à quelques endroits favoris, et son récital annuel se tient à la salle de bal du Ritz-Carlton à New York. L'auditoire de ses récitals est toujours limité à son fidèle club féminin et à d'autres hôtes choisis - elle supervisait elle-même la distribution des billets tant convoités.

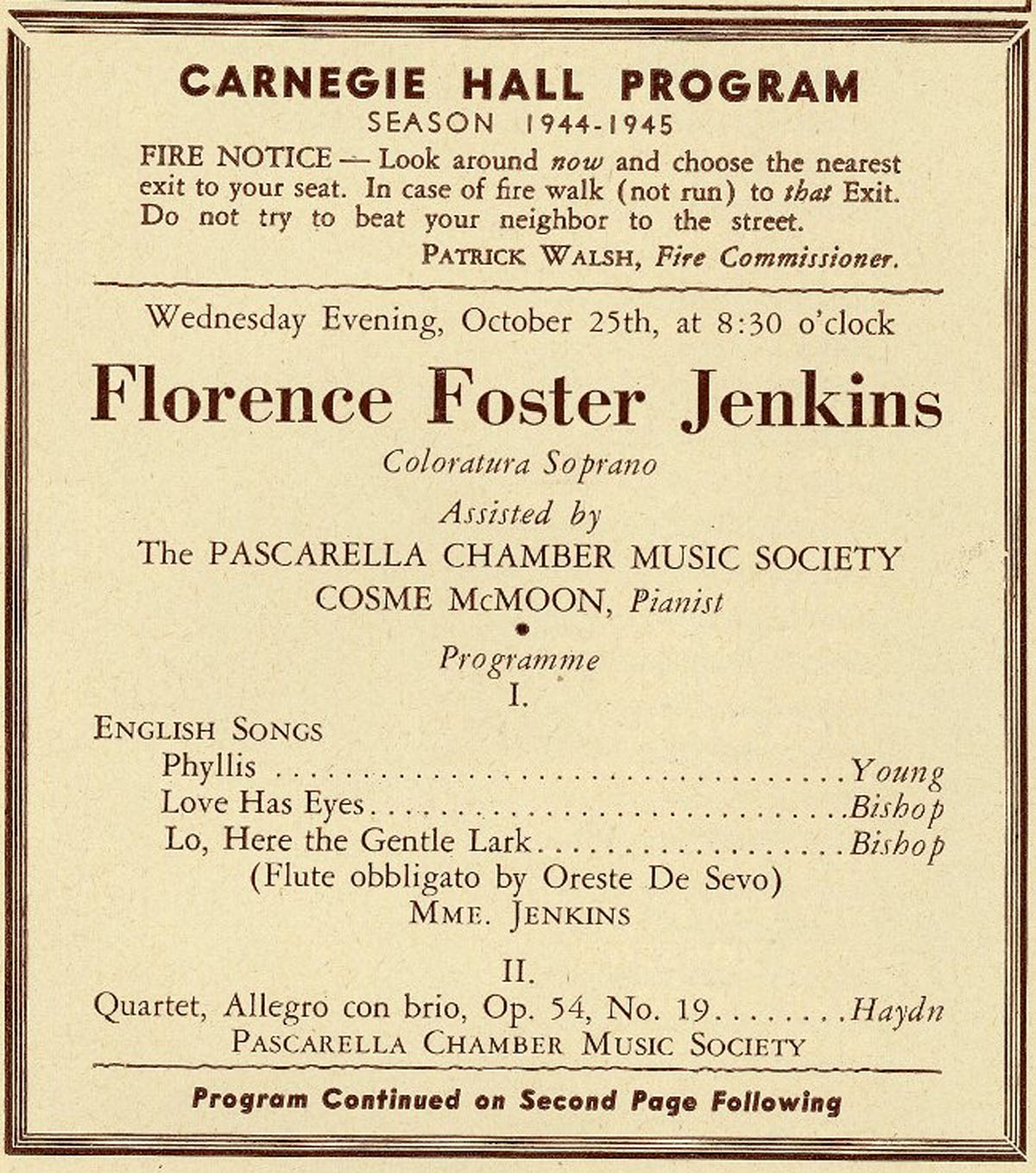
Programme du récital de Florence Foster Jenkins au Carnegie Hall en octobre 1944.

À 76 ans, Florence Foster Jenkins cède finalement à la demande de son public et se produit au Carnegie Hall le 25 octobre 1944. Les billets pour l'événement se vendirent des semaines à l'avance et de nombreuses célébrités y assistèrent, comme la danseuse et actrice Marge Champion, l'auteur de chanson Cole Porter, le compositeur Gian Carlo Menotti, l'actrice Kitty Carlisle et la soprano Lily Pons avec son mari, le chef d'orchestre André Kostelanetz (qui composa une chanson pour Jenkins à chanter ce soir-là). Puisqu'il s'agissait de sa première apparition « publique », les critiques de journaux ne pouvaient pas être empêchés d'y assister. Leurs commentaires, sarcastiques et acerbes, touchèrent durement Jenkins, selon McMoon.

### Décès
Deux jours après le concert au Carnegie Hall, lors de ses achats au magasin de musique G. Schirmer, Jenkins est victime d'une crise cardiaque. Elle meurt un mois plus tard, le 26 novembre 1944, à l'âge de 76 ans, à son domicile, l'hôtel Seymour, à Manhattan.

## Hypothèses
Certains observateurs[Qui ?] prétendent que les 32 ans de sa carrière de cantatrice sont un canular élaboré[Par qui ?], ce qui semble en contradiction avec d'autres avis alléguant que sa mort, après le concert du Carnegie Hall, est le résultat de la dérision dont elle fut l'objet de la part des critiques. Quoi qu'il en soit, aucune de ces deux théories ne peut être prouvée. Tout indique que jusqu'à sa mort, Florence Foster Jenkins traversa toute sa vie d'artiste avec le même sentiment de plénitude heureuse et confiante[réf. nécessaire].
En 2007, Bruno Costemalle, journaliste musical, a émis l'hypothèse que Florence Foster Jenkins aurait pu inspirer à Hergé le personnage de La Castafiore. En fait, Hergé n'a pas formulé explicitement la source de son inspiration, ni même laissé de véritables indices probants, mais plusieurs articles de presse font la corrélation entre Madame Jenkins décédée en 1944, alors qu'elle était encore très connue, et la cantatrice italienne imaginée par Hergé et qui fait sa première apparition dans l'album Le Sceptre d'Ottokar en 1939, puis dans l'album, Les Sept Boules de cristal édité en 1948, mais achevé le 2 septembre 1944.

## Discographie
Florence Foster Jenkins a enregistré neuf arias sur cinq disques 78 tours, qui ont été ressortis en trois CD (aux États-Unis) :
- The Muse Surmounted: Florence Foster Jenkins and Eleven of Her Rivals (Homophone Records) qui reproduit un seul morceau de Jenkins, Valse Caressante, pour voix, flûte et piano, mais inclut aussi une entrevue avec le compositeur, qui était aussi son accompagnateur, M. Cosmé McMoon.
- The Glory (????)[a] of the Human Voice (RCA Victor) qui contient les 8 autres arias, tous avec M. McMoon comme accompagnateur.
- Murder on the High C's (Naxos) qui reprend les 9 arias et des morceaux chantés par d'autres personnes, sans l'entrevue avec McMoon.

## Documents d'archives
Des images de ses récitals, filmés entre 1934 et 1941, ont récemment été découvertes.

## Postérité

### Théâtre et chanson
- 2001 : une pièce de théâtre sur Foster Jenkins, écrite par Chris Ballance, a été jouée à l'Edinburgh Fringe.
- 2005 : une pièce sur Jenkins, Glorious par Peter Quilter, se jouait en septembre au Royaume-Uni.
- 2005 : une autre pièce sur la vie de Jenkins, Souvenir, a été donnée à Broadway en novembre, avec Judy Kaye dans le rôle de Jenkins.
- 2008 : la pièce La casta flore, de la Compagnie Jean-Duceppe, au Québec, présentait sur scène la vie de Jenkins à partir de sa rencontre avec McMoon jusqu'à sa mort.
- 2008 : dans son album Bijoux & babioles, la chanteuse Juliette évoque avec humour Jenkins dans la chanson Casseroles & faussets.
- 2012 à 2015 : une pièce, Colorature, Mrs Jenkins et son pianiste de Stephen Temperley, mise en scène par Agnès Boury, avec Grégori Baquet et Agnès Bove a connu un grand succès en France : jouée au festival d'Avignon à guichets fermés au théâtre du Chien qui fume en 2012 et 2013, elle est restée à l'affiche du théâtre du Ranelagh pendant toute la saison 2012-2013 et plus de 100 représentations en province, en Suisse et en Belgique.
- 2023 : reprise de Colorature, Mrs Jenkins et son pianiste au festival d'Avignon avec le théâtre du Chien qui fume de Gérard Vantaggioli.
- 2024 - 2025 : la pièce de théâtre Mrs Jenkins et son pianniste, de Stephen Temperley, texte français de Stéphane Laporte, mise en scène de Emmanuel Dell’Erba, avec Achille Ridolfi et Julie Duroisin.
- 2025 : Colorature, Mrs Jenkins et son pianiste au Théâtre Actuel La Bruyère, avec Agnès Bove, Grégori Baquet et Cyril Romoli

### Cinéma
La vie de Foster Jenkins a inspiré plusieurs films :
- 2015 : Marguerite de Xavier Giannoli

- 2016 : Florence Foster Jenkins de Stephen Frears